# Azione sociale (sociologia)
L'azione sociale è un concetto introdotto dal sociologo tedesco Max Weber. Può essere definito come un'azione condivisa con altre persone e destinata a produrre effetti su altre persone. Essa può essere generata da un impulso emotivo o da un valore condiviso ed è dotata di un significato di cui l'attore sociale, cioè colui che la esercita, la riempie.

## Tipologia weberiana
A questo proposito Weber opera una classificazione idealtipica dell'azione sociale:
- Azione razionale rispetto allo scopo. Avere uno scopo chiaro e organizzare razionalmente i propri mezzi per conseguirlo, in rapporto alle possibili conseguenze. È tipica dell'agire economico.
- Azione razionale rispetto al valore. L'azione è conforme ai principi di valutazione: agire in base ai valori condivisi restando fedeli alle idee, senza tenere conto delle conseguenze.
- Azione affettiva. Azioni di gioia o affetto, non dettate dal fine o dai valori, ma dalle emozioni, dall'umore, dall'espressione di un bisogno interno.
- Azione tradizionale. Abitudini acquisite. Obbedire a dei riflessi radicati da una lunga pratica senza chiedersi se esistano altre strade per raggiungere lo stesso scopo.

Le azioni affettive e quelle tradizionali sono al limite tra le azioni sociali, consapevolmente orientate, e i comportamenti puramente reattivi.
Per classificare le azioni bisogna tenere conto della situazione così come viene definita dagli attori, data la conoscenza che ne hanno e il punto di vista che adottano. La definizione
della situazione da parte degli attori è espressa dal teorema di Thomas: "una situazione definita dagli attori come reale, diventa reale nelle sue conseguenze", di cui uno sviluppo è il concetto di profezia che si autoadempie di R.K.Merton.

## Tipologia di Parsons
Il concetto di azione sociale fu ripreso da Talcott Parsons, sociologo statunitense del XX secolo, che definisce l'azione sociale come ogni comportamento motivato e influenzato da precise cause che consistono nello scopo di raggiungere determinati obiettivi.
Egli individua nell'azione quattro elementi:
- un soggetto-agente che può essere un individuo o un gruppo legato da un qualsiasi motivo;
- una situazione che ha al suo interno gli oggetti fisici: umani, sociali o naturali con cui si relaziona;
- un insieme di simboli attraverso i quali il soggetto valuta gli elementi della situazione e il proprio agire;
- un insieme di regole per le quali l'azione si crea.